# Stenus opticus
Stenus opticus – gatunek chrząszcza z rodziny kusakowatych i podrodziny myśliczków (Steninae).
Gatunek ten został opisany w 1806 roku przez Johanna Gravenhorsta.
Chrząszcz o ciele długości od 2,3 do 2,8 mm, z wierzchu matowym i szorstko punktowanym. Głowę cechuje płaskie czoło. Przedplecze jest najszersze pośrodku, znacznie krótsze i węższe od pokryw, a jego przedni i tylny brzeg są tej samej długości. Początkowe tergity odwłoka wyposażone są w cztery krótkie, wyraźnie zaznaczone listewki w częściach nasadowych. Stopy pozbawione są sercowatego wcięcia. Samce mają niezgrubiałe uda i pozbawione ząbków wierzchołkowych golenie.
Owad palearktyczny, rozprzestrzeniony od Wysp Brytyjskich i północnej Skandynawii na północy oraz środkowej Francji na zachodzie po Szwajcarię i Rumunię na południu oraz zachodnią Syberię na wschodzie. Występuje od nizin po niższe położenia górskie. Zasiedla bagniste łąki oraz pobrzeża wód o podłożu piaszczystym i żwirowatym.